# Andreas Altmann (Wirtschaftswissenschaftler)

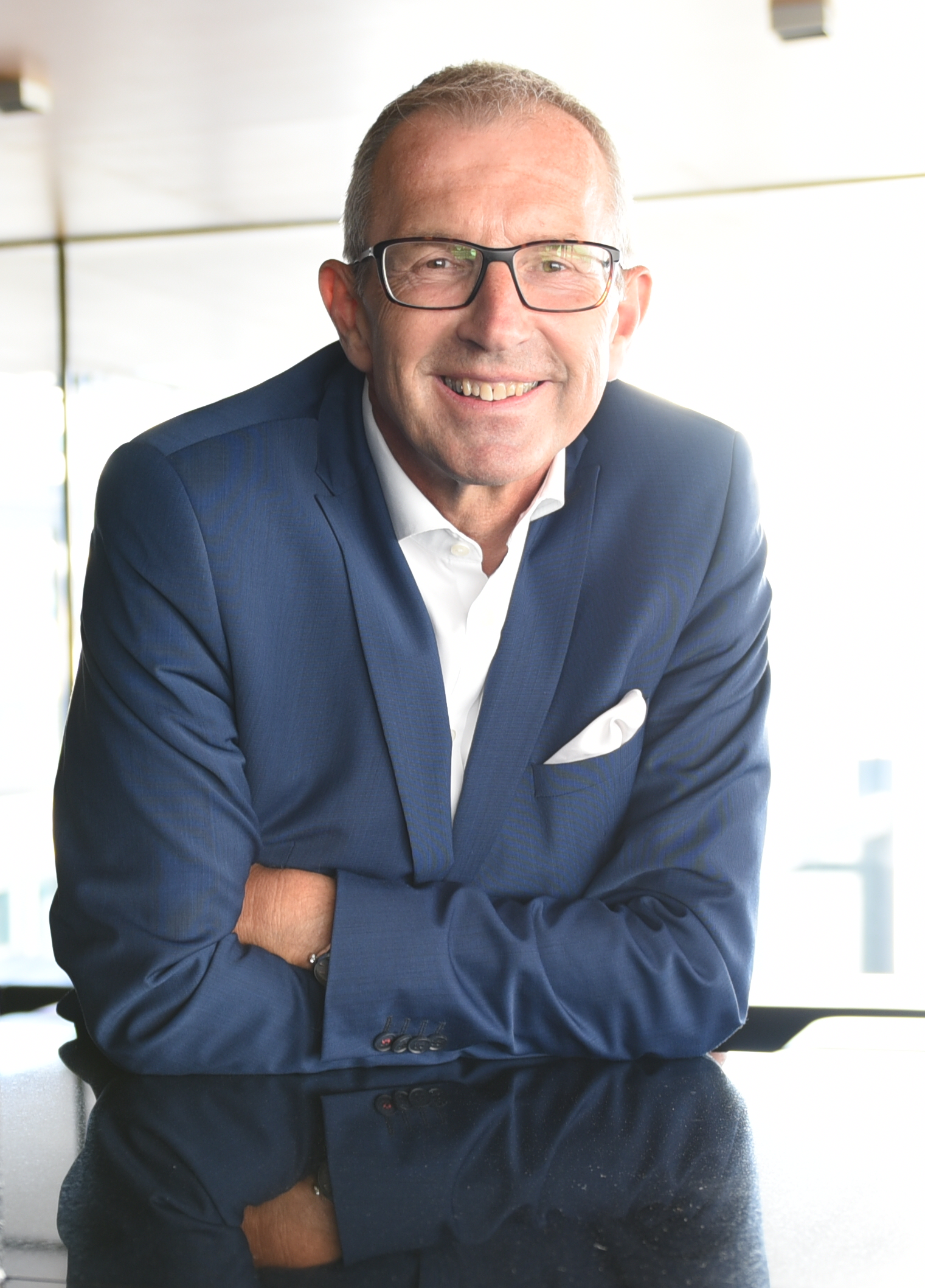
Andreas Altmann (2020)

Andreas Altmann (* 20. Juni 1963 in Obertrum am See) ist ein österreichischer Wirtschaftswissenschaftler. Er ist Gründungsgeschäftsführer, Professor und Rektor am Management Center Innsbruck (MCI).

## Leben
Altmann studierte Betriebs- und Volkswirtschaftslehre an der Johannes-Kepler-Universität Linz und der Leopold-Franzens-Universität Innsbruck (Promotion 1993) sowie internationale Beziehungen am Bologna Center der Johns Hopkins University (Diploma 1993). Seine wissenschaftliche Laufbahn begann er 1989 am Institut für Finanzwissenschaft der Universität Innsbruck, von wo er 1993 an das Institut für Unternehmensführung der Universität Innsbruck wechselte.
Altmann wurde 1994 zum Gründungsgeschäftsführer des Träger-Vereins Management Zentrum Tirol und 1997 zum Gründungsgeschäftsführer des Management Centers Innsbruck bestellt. 2012 wurde er zum Rektor des MCI und 2013 zum Honorarprofessor an der Universität Innsbruck ernannt.
Andreas Altmann ist verheiratet, hat zwei Kinder und lebt in Innsbruck. Seit 2011 ist er Ehrenmitglied der katholischen Studentenverbindung AV Austria Innsbruck.

## Auszeichnungen
Andreas Altmann ist Träger des Wissenschaftspreises der Landeshauptstadt Innsbruck, Mitglied und Funktionsträger in mehreren Hochschulräten, Beiräten, Aufsichtsräten und akademischen Vereinigungen. 2013 wurde ihm das Österreichische Ehrenkreuz für Wissenschaft und Kunst der Republik Österreich verliehen.